# Draka
Draka è uno dei personaggi del fumetto italiano Dampyr. È un potente Maestro della Notte, nonché padre di Harlan Draka.

## Il personaggio
Draka fa la sua apparizione già nel secondo numero, attraverso i ricordi del figlio. È uno dei Maestri della Notte più potenti della Famiglia; fratello di Amber Tremayne, nel corso dei secoli ha controllato frequentemente il territorio rumeno.
Draka, inoltre, si è spesso occupato di punire i Maestri che tentavano di infrangere la regola della segretezza (è ad esempio il caso di Kostacki o di Mhorag): ciò non l'ha reso particolarmente benvoluto dagli altri membri della Famiglia, a maggior ragione in quanto ha permesso la nascita di un Dampyr, nemico mortale dei Maestri della Notte.
Il comportamento di Draka è decisamente diverso da quello della maggioranza dei suoi simili: affascinato dalla cultura umana in tutte le sue forme, capace di sentimenti di amicizia verso i suoi alleati non-morti e non, gli scopi del padre di Harlan vanno decisamente al di là del semplice dominio assoluto sul genere umano.
Oltre a ciò, Draka ha dimostrato di essere in grado di provare sentimenti positivi che lo avvicinano molto al genere umano: ha amato molte donne, fra cui Fortunata, Mirela e la madre di Harlan, Velma. Oltre a ciò, essendo le femmine della sua razza sterili, prima di mettere al mondo un Dampyr ha generato tramite complessi esperimenti una creatura simile a lui: Sir Francis Varney, un infelice non-morto resistente alla luce del sole e in grado di trasformare gli umani in non-morti. Mary Shelley, testimone diretta della vicenda, si ispirò a Draka per la figura dello scienziato Victor Frankenstein, protagonista del romanzo omonimo.
Quando Velma si scoprirà incinta di Harlan, verrà rapita dalle Guardiane della Legge, in quanto la nascita di un dampyr sarebbe potenzialmente una alterazione dell'equilibrio; Velma morirà subito dopo il parto, e Draka riuscirà solo dopo qualche anno a rintracciare il figlio, che tuttavia è cresciuto con le tre Guardiane, da lui ritenute le sue zie, e odia il padre in quanto lo considera responsabile della morte della madre.
Quando Harlan comincia a rendersi conto della sua vera natura, Draka comincia ad inviare al figlio messaggi mentali, a volte sotto le mentite spoglie di un'anziana donna. Il loro primo incontro avverrà nei sotterranei della Biserica Neagră di Brașov: Draka propone al figlio di unirsi a lui per scopi non meglio precisati, ma Harlan rifiuta. Tuttavia l'incontro per Draka è ugualmente prezioso, in quanto grazie al contatto con il sangue di Harlan, riesce a raggiungere una sorta di affinità fisica con il figlio: ogni qualvolta che Harlan viene ferito, anche il padre subisce lo stesso danno.
Harlan rincontra diverse volte il padre, ma non riesce a coltivare il desiderio di ucciderlo come accade per altri Maestri. Le cose cambiano quando, nella magica città di Shambala, rifugio del genitore, vede di persona delle mostruose creature, una volta esseri umani e ora servi di Draka; un altro evento che sembra spingere Harlan al parricidio è la scoperta che Draka, nel corso dei suoi viaggi nel multiverso, ha scoperto una copia del mondo originario dei Maestri, in cui le femmine di quella razza non sono sterili e sono immuni al sangue di Dampyr. 

Per evitare che la razza dei Maestri venga ulteriormente potenziata, Harlan si reca nuovamente a Shambala, nel Deserto del Taklamakan; tuttavia lo scontro con il genitore non avviene in quanto Draka, pur di salvare il figlio dall'energia Vril emessa da Martin De Vere, decide di prendere su di sé le sue ferite; seriamente impressionato da questo fatto, Harlan risparmia il padre nell'unico momento in cui avrebbe potuto ucciderlo con facilità.

## Identità storiche
Fu generale dell'esercito romano, con il quale conquistò la Dacia, dove rimase fino alla conquista ottomana. Fondatore dell'Ordine del Drago, fu consigliere di Vlad Ţepeş, meglio noto come Dracula, con cui combatté contro i Turchi Ottomani. Ha poi combattuto nella Guerra dei Trent'anni, nei panni del Cavaliere di Roccabruna a fianco del Sacro Romano Impero.
Finita la guerra, e cambiato nome in Capitano Rochebrune, si è spostato nei Caraibi, schierandosi a fianco dei filibustieri filo-francesi e combattendo contro l'Impero spagnolo.
Durante la prima guerra mondiale si schiera a favore degli irredentisti rumeni contro le forze dell'Impero austro-ungarico.
In era moderna, si scontra e sconfigge Gabor Vlatna, il Maestro della Notte che gli contendeva la Romania, squartandolo e seppellendolo nelle segrete del castello rumeno di quest'ultimo.
Il suo ultimo avvistamento è avvenuto nella città sotterranea segreta di Shambala, in Asia centrale.